# La Conquista del Espacio
La Conquista del Espacio é o trigésimo álbum oficial - o vigésimo-sexto de estúdio - do roqueiro argentino Fito Páez.
Produzido por Diego Olivero e Gustavo Borne, o álbum foi lançado pelo selo Sony Music em 13 de março de 2020 (dia do 57º aniversário do músico). As gravações aconteceram nos Estados Unidos, entre Capitol Studio (Hollywood), Ocean Way Nashville Studio (Nashville) e Igloo Music (Burbank).

## Faixas
- Todas as faixas compostas por Fito Páez, exceto "Ey, You!", por Fito Páez e Hernán “Mala Fama” Coronel

| N.º            | Título                            | Compositor(es)                         | Duração |  |
| 1.             | "La Conquista del Espacio"        |                                        | 4:14    |  |
| 2.             | "Resucitar"                       |                                        | 3:05    |  |
| 3.             | "Las Cosas Que Me Hacen Bien"     |                                        | 4:19    |  |
| 4.             | "La Canción de las Bestias"       |                                        | 4:10    |  |
| 5.             | "Gente en la Calle (feat.: Lali)" |                                        | 4:00    |  |
| 6.             | "Ey, You! (feat.: Mala Fama)"     | Fito Páez e Hernán “Mala Fama” Coronel | 4:10    |  |
| 7.             | "Nadie Es de Nadie"               |                                        | 4:14    |  |
| 8.             | "Maelström"                       |                                        | 3:56    |  |
| 9.             | "Todo Se Olvida"                  |                                        | 4:22    |  |
| Duração total: | Duração total:                    | Duração total:                         | 36:30   |  |

## Créditos Musicais
- Fito Páez - Vocais, Teclados, Piano
- Diego Olivero - Guitarras
- Juani Agüero - Guitarras
- Guillermo Vadalá - Baixo Elétrico
- Juan Absatz - Coros
- Abe Laboriel Jr. - Baterias

### Convidados
- Lenny Castro - Percussão
- Lee Thornburg - Trompete
- Shueh-li Ong - Theremin
- Nashville Music Scoring Orchestra - Orquestração

## Prêmios e Indicações
Álbum
| Ano  | Prêmio            | Categoria                                  | Resultado | Ref.  |
| ---- | ----------------- | ------------------------------------------ | --------- | ----- |
| 2020 | 21º Grammy Latino | Álbum do Ano                               | Indicado  | [ 2 ] |
| 2020 | 21º Grammy Latino | Melhor Álbum de Pop/Rock                   | Venceu    | [ 2 ] |
| 2021 | 63º Grammy Award  | Melhor Álbum de Rock Latino ou Alternativo | Venceu    | [ 3 ] |

Músicas
| Ano  | Prêmio            | Categoria                 | Música Indicada             | Resultado | Ref.  |
| ---- | ----------------- | ------------------------- | --------------------------- | --------- | ----- |
| 2020 | 21º Grammy Latino | Melhor Canção de Pop/Rock | "La Canción de las Bestias" | Venceu    | [ 4 ] |